# Santa Severina
Santa Severina (sicilijansko Santa Siverina) je mesto in občina v pokrajini Crotone v deželi Kalabrija v južni Italiji. Je ena od I Borghi più belli d'Italia (»Najlepše vasi Italije«).

## Ime
Ime izhaja iz starodavnega Siberina (῾Αγία Σεβερίνη, Σεβεριάνη). V grškem ali rimskem koledarju svetnikov ni svetnice z imenom Severina.

## Geografija
Mesto meji na Belvedere di Spinello, Caccuri, Castelsilano, Rocca di Neto, Roccabernarda, San Mauro Marchesato in Scandale.

## Zgodovina
Ozemlje Santa Severine (zlasti najdišča Serre d'Altilia, Monte Fuscaldo, skupaj z mnogimi drugimi) je bilo v bronasti in železni dobi poseljeno z avtohtonimi populacijami, ki so morda pripadale rodu Enotri, kot se domneva tudi na podlagi raziskav (poznih 70. let 20. stoletja) Crotonske arheološke skupine in P. Attianeseja. Domače ime starodavnih prebivalcev Kalabrije pa ostaja neznano. Pravzaprav izraz Enotri predstavlja toponomatično ime, ki so ga Grki pripisali domorodnim ljudem na enak način, kot so Rimljani pripisali ime Galci tistim, ki so se v njihovem jeziku imenovali Kelti. Tudi izraz Brettioi, ki so ga Rimljani preoblikovali v Bruttii, lahko navedemo v istem toponomastičnem kontekstu. Napis Brettion na kovancih je videti vtisnjen z grškimi znaki. Podatki, ki izhajajo iz tako imenovanega izročila, so primerni za nepregledno število različic in manipulacij, zato je na to temo precej težko dodati še kaj. Na hribu Serre v zaselku Altilia so že v začetku 1980-ih prepoznali nekatere robove naselbine italskega izvora in sledove železnodobne nekropole. Sredi 1990-ih so po zaslugi obsežnega arheološkega raziskovalnega programa, razvitega na območju Crotone, odkrili naselbino iz končne bronaste dobe. Ta raziskava je omogočila prepoznavanje obsežnega "skladišča" pitojev iz končne bronaste dobe: popisani so bili ostanki več kot 60 ogromnih posod, za katere so nedavne študije pokazale, da so vsebovale vino, nesporen dokaz o gojenju vinske trte s strani enotrijskih skupnosti. Nedavno je nadzorništvo za arheološko dediščino Kalabrije med letoma 2006 in 2008 izvedlo tri izkopavanja pod vodstvom Gregoria Aversa, sedanjega direktorja Nacionalnega arheološkega muzeja Crotone. Aktivnosti so omogočile potrditev obstoja številnih stanovanjskih objektov (vsaj 14), ki segajo v pozno 4.–3. stoletje pr. n. št. Nekatere sledi se nanašajo na prazgodovinsko obdobje. Od leta 2008 do 2014 na Serre di Altilia niso več zabeležili nobenih arheoloških izkopavanj.
V antiki je bil kraj morda znan kot Siberene. Potem ko je bil domnevno grško-italsko in nato rimsko naselje, so ga leta 840 osvojili Arabci. Leta 880 ga je osvobodil Nikefor II. Fokas in je do leta 1066 pripadal Bizantincem. Kasneje so ga upravljali Normani in nato Švabi. Pravzaprav je Friderik II. Hohenstaufen na podlagi Statutum de reparatione castrorum leta 1228 izvedel preiskavo, da bi identificiral institucije, organe ali ljudi, ki so bili dolžni prispevati k obnovitvi gradu Santa Severina. Nemški zgodovinar E. Sthamer zasleduje temeljne črte statuta, pri čemer omeni tudi tiste avtoritete, ki so bili takrat odgovorni za njegovo spoštovanje. V času preiskave v Santa Severini se je provisor castrorum imenoval Johannes Vulcanus. Po porazu Švabov je grad prešel pod upravo Anžuvincev. V anžujskem obdobju (1265-1442) je mesto Santa Severina vedno uživalo status državne lastnine in imelo nadzor nad markizatom, ki je bil razdeljen na zaselke. Čeprav so se Španci zavezali, da bodo mestu Santa Severina in njegovim zaselkom zagotovili državno lastništvo, vemo, da se je to delno zgodilo za mesto, ne za njegove zaselke. Španec Antonio Centelles je leta 1459 poskušal pridobiti markizat, vendar ga je vojska Ferdinanda Aragonskega premagala. Kmalu zatem pa je dobil del fevdov in leta 1464 tudi Santa Severina z naslovom kneza. Dve leti pozneje je bil markiz zahrbtno ujet in ubit. Mesto Santa Severina in njegovi zaselki so spet postali svobodni. Toda medtem ko je mesto Santa Severina ohranilo svojo svobodo in so ga upravljali guvernerji ali kraljevi kapitani, je bila večina njegovih zaselkov kmalu odvzeta. Pozneje so oblast prevzeli Aragonci, dokler ni končno padla pod oblast Burbonov.
Grško četrt Grecia je uničil potres 20. februarja 1783 in ni bila obnovljena.
Je rojstni kraj papeža Zaharija in tudi Henrika Aristipa, ki je bil verski učenjak in pisatelj na dvoru normanskega kraljestva Sicilije.

### Grad Santa Severina
Castello di Santa Severina, tudi Castello Carafa ali Castello di Roberto il Guiscardo, je grad iz 11. stoletja v Santa Severini v italijanski regiji Kalabrija.
Kompleks se razprostira na približno 10.000 m2 in dominira nad široko dolino reke Neto in gričevjem mejne grofije Crotone, ki meji na mesto Crotone. Sestavljen je iz stolpa s kvadratnim tlorisom in štirimi valjastimi stolpi na straneh gradu, obdan pa je s štirimi bastijoni, ki štrlijo iz stolpov.

## Cerkvena zgodovina
Škofija, ustanovljena okoli leta 400 n. št. in od okoli leta 1000 n. št. Metropolitanska nadškofija Santa Severina in je bila ukinjena 30. septembra 1986, njen naslov in ozemlje pa sta bila združena v Metropolitansko rimskokatoliško nadškofijo Crotone–Santa Severina.

### Krstilnica
To je edina bizantinska krstilnica v Kalabriji, ki je preživela do danes in je še vedno v bistvu nedotaknjena. Arhitektura tega dragulja izhaja iz centralno načrtovanih stavb, ki jih najdemo v mavzoleju Santa Costanza v Rimu. Bizantinski krstilnik ima pravzaprav krožno obliko s štirimi dodatki, s freskami iz 10. do 12. stoletja.
Po nekaterih teorijah so bili nekateri stebri in kamnita grobnica, okrašena z levi, prestavljeni v krstilnico iz prejšnjih verskih objektov sedeža škofije San Leone.

### Stolnica
Stolnica (sostolnica nadškofije Crotone-Santa Severina) ima tloris latinskega križa s tremi ladjami. Izvira iz 13. stoletja in je skozi svojo zgodovino doživela različne spremembe, tako da je od starodavne stavbe ostal le portal, vendar je najpomembnejši tisti iz 17. stoletja.

## Kultura
V Santa Severini vsako leto avgusta poteka kulturni festival, ki se osredotoča na tradicionalno italijansko glasbo.